# 허버트 롬
허버트 롬(Herbert Lom, 1917년 9월 11일 ~ 2012년 9월 27일)은 영국의 배우, 소설가, 작가이다.

## 출연 작품
- Chris & Don (2007) - 다큐멘터리
- 목사관 살인사건 (2004년)
- 핑크 팬더 8 - 핑크 팬더의 아들 (1993년)
- 데몬스 4 (1991년) - 모비우스 켈리 역
- 춤추는 살인 가면 (1989년)
- 희생의 제물들 (1989년)
- 머나먼 아마존강 (1989년)
- 갱 워 (1987년)
- 바나나 대소동 (1987년)
- 킹 솔로몬 (1985년) - 보크너 대령 역
- 레이스 (1984년)
- 데드존 (1983년)
- 핑크 팬더 7 - 핑크 팬더의 저주 (1983년)
- 핑크 팬더 6 - 핑크 팬더의 추적 (1982년)
- 홉스카취 (1980년)
- 사라진 여인 (1979년)
- 이중 계약 (1978년)
- 핑크 팬더 5 : 핑크 팬더의 복수 (1978년)
- 핑크 팬더 4 - 핑크 팬더의 역습 (1976년)
- 열 개의 인디언 인형 (1974년)
- 핑크 팬더 3 - 돌아온 핑크 팬더 (1974년)
- 스크리밍 스타트 (1973년)
- 루 모귀의 살인자 (1971년)
- 뱀파이어 (1970년) - 본인 역
- 99명의 여자 (1969년)
- 태양 저편으로의 여행 (1969년)
- 빌라 라이즈 (1968년) - 우에르타 장군 역
- 니벨룽겐 : 크림힐드의 복수 (1967년)
- 0011 나폴레옹 솔로 - 가라데 킬러 (1967년)
- 갬빗 (1966년)
- 핑크 팬더 2 - 어둠 속에 총성이 (1964년)
- 오페라의 유령 (1962년)
- 미스티어리어스 아일랜드 (1961년)
- 엘 시드 (1961년)
- 스파타커스 (1960년) - 티그라네스 레반투스 역
- 인도의 열정 (1959년)
- 루츠 오브 헤븐 (1958년)
- 헬 드라이버스 (1957년)
- 전쟁과 평화 (1956년)
- 레이디킬러 (1955년)
- 링어 (1952년)
- 골든 세러맨더 (1950년) - 랜클 역
- 흑장미 (1950년)
- 밤 그리고 도시 (1950년) - 크리스토 역
- 처녀의 애정 (1946년) - 라센 박사 역

### 텔레비전
- 디즈니랜드 (1954년)
- 첩보원 0011 (1964년)